# 信州豊南短期大学
信州豊南短期大学（しんしゅうほうなんたんきだいがく、英語: Shinshu Honan Junior College）は、長野県上伊那郡辰野町に本部を置く日本の私立大学である。1983年創立、1983年大学設置。略称は豊南短大。

## 概観

### 大学全体
- 長野県上伊那郡辰野町に所在する日本の私立短期大学で、設置主体は学校法人信州豊南学園[1]。
- 1983年に信州豊南女子短期大学として開学。2学科が設置されていたが、2000年度入学生より学科の統合により1学科となり、2008年度より学科の新設により再び2学科体制となる[注 2]。
- 2024年4月に設置者を旧来の学校法人豊南学園から新たに学校法人信州豊南学園へ変更された。

### 建学の精神（校訓・理念・学是）
建学の精神
- 「自主独立」

教育理念
- 建学の精神にのっとり、学生の個性を涵養し、高い知性と豊かな情操を培い、郷土の文化を理解し、社会の福祉に寄与するとともに、多様化する国際社会にも対応できる人間を育成すること[2]

### 教育および研究
- 信州豊南短期大学には、言語コミュニケーション学科と幼児教育学科が設置されている。前者ではニュージーランドや中国での海外研修が取り入れられている。

### 学風および特色
- 信州豊南短期大学の言語コミュニケーション学科が設置されており、こちらでは「図書館司書」、「心理学・医療事務」、「情報・ビジネス」、「日本文学・創作」などの各フィールドが設定されており、それぞれの領域から自由に科目を選択することができるところに特色がある。
- 長期履修制度がある（学費は最短期間と基本的に同額）。

## 沿革
- 1951年
  - 3月9日 学校法人が成立する[3]。
- 1983年
  - 1月17日 左記を以て文部省[注 3]より短期大学の設置が認可される[4]
- 1983年
  - 4月1日 信州豊南女子短期大学（しんしゅうほうなんじょしたんきだいがく）として以下の学科体制にて開学[5]。
    - 国文科[注釈 1]
    - 英語科[注釈 1]

  - 5月1日 学生数[9]/定員
    - 国文科 120[注釈 2]/100
    - 英語科 86[注釈 2]/100
- 1985年
  - 5月1日 学生数[10]/定員
    - 国文科 159[注釈 2]/200
    - 英語科 191[注釈 2]/200
- 1986年
  - 5月1日 学生数[11]/定員
    - 国文科 210[注釈 2]/200
    - 英語科 226[注釈 2]/200
- 1987年
  - 5月1日 学生数[12]/定員
    - 国文科 264[注釈 2]/200
    - 英語科 250[注釈 2]/200
- 1992年
  - 5月1日 学生数[注 4]/定員
    - 国文科 339[注釈 2]/200
    - 英語科 306[注釈 2]/200
- 1999年
  - 4月1日 以下の学科については、この年度で学生募集を最終とする[注 5]。
    - 国文科
    - 英語科

  - 5月1日 学生数[16]/定員
    - 国文科 152[注釈 2]/200
    - 英語科 121[注釈 2]/200
- 2000年
  - 4月1日 信州豊南短期大学と改称し[15]、男子学生の募集を開始[17]。
  - 同 この年度の入学生より、国文科に英語科を統合して以下の学科に改組される[18]。
    - 言語コミュニケーション学科 入学定員200名[17]
- 2002年
  - 7月30日 以下の学科・専攻については左記をもって正式に廃止とする[19]。
    - 国文科
    - 英語科
- 2008年
  - 4月1日 以下の学科を増設する[20]。
    - 幼児教育学科 入学定員100名[注 6]
- 2024年
  - 4月1日 設置者を学校法人信州豊南学園へ移管。

## 基礎データ

### 所在地
- 〒399-0498 長野県上伊那郡辰野町中山72番地

### 交通アクセス
- JR飯田線宮木駅が最寄りの駅となっているが、徒歩でおよそ15分はかかる道程となっている。

### 象徴
- ホームページほか右記資料も参照のこと[21]。

## 教育および研究

### 組織

#### 学科
- 言語コミュニケーション学科[注釈 3]
  - 国文科[注釈 4]
  - 英語科[注釈 4]
- 幼児教育学科[注釈 3]

#### 専攻科
- なし

#### 別科
- なし

##### 取得資格について
資格
- 司書資格が取得できる課程がある。
- 保育士：幼児教育学科にて取得できる。

教職課程
- 幼稚園教諭二種免許状：幼児教育学科にて取得できる。
- 中学校教諭二種免許状[注 7]
  - 国語：かつてあった国文科に設置されていた。
  - 英語：かつてあった英語科に設置されていた。

#### 附属機関
- 子育て支援センター

### 研究
- 『信州豊南女子短期大学紀要』[28]
- 『信州豊南短期大学紀要』[29]

## 学生生活

### 部活動・クラブ活動・サークル活動
- 信州豊南短期大学のクラブ活動[30]
  - 体育系：バドミントンサークル・球技サークルがある。
  - 文化系：津軽三味線部・美術部・茶道部・写真部・演劇部・軽音部・文芸部・合唱サークル・絵本とお茶の会・福祉ボランティアサークルなどがある。

### 学園祭
- 信州豊南短期大学の学園祭は「秋桜祭」と呼ばれ毎年、概ね10月頃に行われている。

## 大学関係者と組織

### 教員
- 永藤武（近代日本文学研究者、青山学院大学教授）
- 吉永元信（司書養成課程教授、第17代国立国会図書館長）

### 出身者
- 江村裕子（元長野朝日放送アナウンサー）

## 施設

### キャンパス
- 茶室・礼法室
- 駐車場
- 体育館
- コンピューター室
- 管理棟
- 図書館
- 学生食堂
- 記念ホール
- 調理実習室
- ピアノレッスン室
- 図工室
- 保育実習室
- テニスコートほか
- キャンパス内に桜並木があり、春になると本短大の風物詩となる。

### 寮
- 信州豊南短期大学の寮は、女子学生を対象として「白樺寮」と称した直営寮、「エーデルハイツ」・「中村寮」と称した指定寮がある。

## 対外関係

### 地方自治体との協定
- 2008年3月、地元辰野町との地域連携協定書が調印される。

### 他大学との協定
- カンタベリー大学：ニュージーランド

### 系列校
- 豊南高等学校
- 豊南幼稚園

## 社会との関わり
- サツマイモ収穫体験や「福寿草まつり」のボランティアなどを通じて、地元住民との交流が行われている。
- 「観光と地域社会」、「観光とコミュニケーション」などと称した地域公開授業が行なわれている。
- 本短大の学生が「ほたる祭り」に参加している。

## 卒業後の進路について

### 編入学・進学実績
- これまでの実績では、信州大学・城西国際大学・目白大学・大東文化大学・明星大学などがある。